# 克里恰尼夫卡
48°35′43″N 27°51′14″E / 48.59528°N 27.85389°E
克里恰尼夫卡（烏克蘭語：Кричанівка），是烏克蘭西南部的村莊，隸屬文尼察州的莫希利夫-波季利斯基區。該村始建於1700年，面積2.5平方公里，海拔高度210米，2001年人口661，人口密度每平方公里264.4人。